# Fernando Proietti
Fernando Proietti, all’anagrafe Ferdinando Proietti, soprannominato "Er Pugile" (Roma, 4 giugno 1936 – Roma, 30 giugno 1982), è stato un pugile e criminale italiano, due volte sfidante al titolo italiano dei pesi welter (1962 e 1970). Nel mondo della criminalità era noto come esponente della banda de "i Pesciaroli", rivali della più nota Banda della Magliana.

## Biografia
Fernando Proietti nacque in una famiglia di undici figli del quartiere romano di Monteverde, titolare di banchi del pesce ai mercati rionali di piazza San Giovanni di Dio e di via Donna Olimpia e spesso anche a Piazza Vittorio. Nonostante l’attività pugilistica di Fernando, i Proietti di Monteverde non avevano nessun legame stretto di parentela con la omonima famiglia di pugili del rione Testaccio, i cui componenti di spicco erano Gigi, manager di molti pugili negli anni cinquanta e sessanta del XX secolo e Roberto Proietti, tre volte campione europeo dei pesi leggeri.

### Carriera pugilistica
Proietti esordì da professionista il 28 marzo 1957 a Velletri con una folgorante vittoria al primo round sul semisconosciuto Alfredo Lampa. Combatté i primi sei anni quasi sempre nella città natale, una media di cinque-sei match per anno, con risultati molto incoraggianti. Il 14 dicembre 1962, dopo 30 match sostenuti, con sole quattro sconfitte e tre pari ebbe l'occasione di sfidare per il titolo italiano vacante dei pesi welter Fortunato Manca, già avversario "europeo" del grande Duilio Loi. Il match, combattuto al PalaEur come sottoclou di Rinaldi-Olson, si concluse con la vittoria del pugile sardo, ai punti in dodici riprese. Il pugile di casa fu anche contato in piedi dall'arbitro al decimo round.
Proietti fu poi protagonista di tre match (1963-1964) contro il ceccanese Domenico Tiberia, futuro sfidante al titolo mondiale dei pesi superwelter. Il romano perse ai punti il primo e un tiratissimo terzo incontro, ma si aggiudicò il secondo match per intervento medico alla quarta ripresa.
Seguirono tre anni (1964-1966) in cui Proietti combatté solo sei match di cui due all'estero con avversari di notevole levatura (lo spagnolo Fred Galiana e il francese François Pavilla). Ottenne però soltanto un pari e cinque sconfitte. Si riprese negli anni successivi tanto che il 16 settembre 1970 ottenne nuovamente la chance di combattere per il titolo italiano dei welter allo Stadio Sant'Elia di Cagliari. Il detentore era il concittadino Giovanni Zampieri, da cui era già stato sconfitto in precedenza. Ormai trentaquattrenne non poté opporsi all'avversario che lo batté per ferita al sesto round. 
Combatté un'ultima volta nel 1971 e poi appese i guantoni al chiodo.

### Dopo il ritiro
La sera del 13 settembre 1980 un uomo a bordo di una motocicletta sparò una pallotta al costato di Franco Giuseppucci fondatore ed esponente di spicco della Banda della Magliana, all'uscita da un bar di piazza San Cosimato, in Trastevere. Giuseppucci morì poco prima di arrivare al vicino ospedale Regina Margherita, che comunque riuscì a raggiungere alla guida della sua automobile. Grazie all'esame del guanto di paraffina si scoprì che l'esecutore del delitto era stato Fernando Proietti, mentre presumibilmente suo fratello Mario guidava la motocicletta.
Il 16 marzo 1981 Fernando Proietti fu arrestato con l'accusa di essere stato l'uccisore materiale di Giuseppucci. Per il momento, ciò lo salvò dalla vendetta degli uomini della Magliana. Proprio quel giorno, infatti, due esponenti della Banda, Antonio Mancini e Marcello Colafigli si appostarono presso le abitazioni dei Proietti in via di Donna Olimpia ed intercettarono due dei fratelli di Fernando, Maurizio e Mario accompagnati dalle rispettive mogli e dai figli. Dopo una sparatoria all'impazzata Maurizio cadde a terra morto, mentre Mario riuscì a dileguarsi. 
Mancini e Colafigli inizialmente si rifugiarono in un appartamento del caseggiato aperto a caso, ma alla fine furono arrestati.

### La morte
La morte di Fernando Proietti fu solo rimandata. Quando uscì dal carcere per scadenza dei termini di detenzione preventiva, fu subito ucciso dai "maglianesi", il 30 giugno 1982, con una scarica di cinque pallottole di 38-357 Magnum.